# Ali Sina
Ali Sina és el pseudònim que usa un crític de l'islam nascut a l'Iran i resident al Canadà. Sina es defineix com a un humanista secular que, en col·laboració amb altres exmusulmans, és a dir, persones que han abandonat la fe islàmica, ha fundat el lloc web Faithfreedom.org Arxivat 2016-11-28 a Wayback Machine.,que té com a objectiu ajudar els musulmans a abandonar l'islam.
Sina amaga la seva identitat real perquè tem que les seves crítiques a l'islam el posin en risc d'acabar assassinat com li va passar a Theo van Gogh. Òbviament, els detractors d'Ali Sina l'acusen d'islamòfob.
L'índex de visites a Faithfreedom.org ha fluctuat des de la seva creació el juny del 2001. A principis del 2003, segons la font en línia Alexa.com, es trobava entre els deu mil primers llocs d'Internet. Acutualment, es troba entre els trenta mil primers.

## Idees i Creences

### Afirmacions d'Ali Sina
- L'Islam no és pas una religió d'amor sinó una doctrina d'odi
- Els musulmans no tenen consciència, la consciència no s'hi ha desenvolupat en ells. La Regla d'Or només l'entenen les persones, els animals i els musulmans no poden pas entendre-la
- L'objectiu final de l'islam és governar el món; l'islam és un moviment polític de tipus feixista
- Totes les religions són bones en essència, menys l'islam que, per essència, és dolent. Només un estúpid posaria l'islam en la mateixa categoria que les altres religions.

### Crítica a Mahoma
Ali Sina acusa Mahoma de ser un violador, pedòfil, assassí, genocida, torturador despietat, misogin, narcisista, lladre i bandoler, líder sectari i malalt mental: era paranoic, sentia veus, tenia al·lucinacions de veure jins, Satanàs i àngels, es creia que tenia relacions sexuals amb les seves dones, quan això no era cert, patia depressions i tenia tendències suïcides.
Totes aquestes acusacions, Ali Sina les basa en fets atribuïts a Mahoma per l'Alcorà i les hadit, textos sagrats de l'islam. Acusacions d'Ali Sina contra Mahoma

### Crítica a l'Alcorà
Segons Ali Sina, la doctrina de l'Alcorà queda condensada i resumida en els següents versicles:

#### Sura 2 La Vaca
- Tant fa que tu els avisis o que no els avisis, els infidels, els no creients, no volen creure-hi. És Al·là, Déu, qui ha posat un gran segell, una membrana, sobre els seus cors, sobre les seves orelles, sobre els seus ulls, i ells tindran un càstig realment molt gran (6-7)
- tingueu temor del foc d'infern, que crema amb homes, que crema amb pedres; s'ha preparat per als que no hi creuen, ni volen creure-hi, per als infidels (24)
- Els qui no segueixin el bon guia, els infidels, els no creients, els qui no creguin en els Nostres textos, els Nostres miracles, aquests seran companys del foc i romandran en l'infern eternament (39)
- Els infidels, rebutjadors del que és cert, tindran un càstig ben humiliant. (90)
- Els infidels, els qui no hi creuen, els qui rebutgen la veu de Déu, tindran un càstig molt dolorós (104)
- Li va dir Ell: "Als qui no hi creguin, als infidels rebutjadors, els deixaré que gaudeixin encara un poc. Però després els portaré, arrossegats, cap al seu càstig, al foc de l'infern. Quina desgràcia! Quin mal final! (126)
- Eternament maleïts, als infidels no se'ls alleujarà el càstig ni amb espera ni amb esperança! (162)
- Certament (aquests jueus), aquells que amaguen tot el que Nós hem revelat, baixat del cel, de l'escriptura, la Bíblia santa i que la venen per un baix preu, aquests menjaran foc i res més no hi haurà en l'interior de les seves entranyes, i Al·là, Déu, no els dirigirà la Seva paraula el dia de la resurrecció, quan s'alcin tots, ni els donarà riqueses pures! Només tindran un càstig dur i dolorós! (174)
- Mateu els infidels allà on els trobeu. Si us ataquen, llavors mateu-los. Aquest és el premi per als infidels. (191)
- Ha estat escrit, com a manament vingut de Déu, que heu de lluitar i fer la guerra (216)

#### Sura 3 La Família d'Imran
- El qui desitgi una religió que no sigui la de l'islam, submissió a Déu, aquest no serà acceptat per Déu, ni per nosaltres. Aquest serà, doncs, dels perdedors, dels condemnats (85)

#### Sura 4 Les Dones
- I a qui combati en el camí de Déu, tant si el maten com si ell triomfa, en el futur Nós donarem a aquest fidel una immensa recompensa (74)
- Els bons creients, de veritat, bons musulmans, lluiten de debò en el camí de Déu, Al·là, guerra sagrada, per uns motius de religió. Els qui no hi creuen, els infidels, enemics de Déu, lluiten de debò en el camí d'aquests taguts, uns ídols falsos, bruixots, dimonis. Vosaltres, doncs, lluiteu de debò contra els amics d'Ax-Xaitan, el gran dimoni! Car les astúcies d'Ax-Xaitan són poca cosa (76)
- No preneu els infidels com a companys, com a amics, com a aliats, encara que siguin dels que vingueren com a emigrants (amb el Profeta, de la Meca a Medina), per lluitar en el camí de Déu, la guerra santa, per motius religiosos. Si canvien d'idea i tornen a voler estar amb vosaltres, agafeu-los i mateu-los, allà on siguin, on els trobeu. (89)
- si els infidels no proposen ser-vos sotmesos, si no obren les mans i deixen les armes, agafeu-los i mateu-los, allà on siguin i els trobeu (91)

#### Sura 5 La Taula Servida, Baixada del Cel
- El pagament dels qui combaten contra Al·là, Déu, i en contra del Seu missatger, dels qui fan el mal amb corrupció sobre la terra, serà una mort violenta, crucifixió, amb trencament de mans i peus, un de cada costat, o que ells siguin foragitats i expulsats d'aquesta terra. Ells patiran una vergonya en aquest món i ells tindran un càstig gran en l'altra vida (33)
- En realitat, no són creients aquells qui diuen: "Al·là, Déu, és el Mesies (Jesús), fill de Maria". Va dir el Mesies expressament: "Fills d'Israel! Serviu Al·là, el vostre Senyor i el meu Senyor, i adoreu-lo". Perquè Al·là, Déu, ha prohibit que entri al cel, al paradís, qui ha associat a Al·là, Déu, qualsevol ésser que sigui creat. La seva estança serà el foc, lloc infernal. Els pecadors, sempre en tenebres, mai no tindran qui els ajudi. (72)

### El terrorisme islamista
Segons Ali Sina, la guerra contra el terrorisme islamista cal dur-la a terme també en el nivell ideològic; l'islam ha de ser o bé erradicat o bé afeblit. L'Islam moderat significa menys islam; l'islam moderat és un mite, no existeix un islam moderat de la mateixa manera que no hi ha cercles quadrats.
L'Islam és el pitjor perill a què s'ha d'enfrontar la humanitat avui dia. Per altra banda, però, l'islam és un castell de cartes que caurà quan l'empenyem; podrem veure la fi de l'islam durant les properes dècades. Sina compara l'islam amb el nazisme i el comunisme i així arriba a la conclusió que o bé es col·lapsarà des de dins com els règims comunistes d'Europa o bé tindrà la fi apocalíptica que va tenir el Tercer Reich, després d'haver causat milions de morts en un holocaust nuclear.
Segons Sina, les modernes tecnologies d'Internet seran un punt de no retorn per a l'islam igual com la invenció de la impremta va ser-ho per al cristianisme.
Els que donen suport a Sina afirmen que el president George W. Bush hauria d'escoltar-lo a l'hora de decidir les estratègies a seguir en la lluita contra el terrorisme islamista.

## Punts de vista contraris a Ali Sina
- What is Islam? «IslamiCity.com - Islamic History - THE MESSAGE». [Consulta: 22 juliol 2012].
- Understanding the Islam «Understanding Islam and the Muslims». [Consulta: 22 juliol 2012].
- Examinethetruth.com Arxivat 2005-09-14 a Wayback Machine. Resposta als punts de vista d'Ali Sina
- Thetruereligion.org Oposició a Ali Sina
- The Prophet Muhammad (pbuh) «Center for Muslim-Jewish Engagement». Arxivat de l'original el 2006-06-12. [Consulta: 22 juliol 2012].
- The Independent Centre for Strategic Studies Awareness Arxivat 2005-08-30 a Wayback Machine. Un debat entre Yamin Zakaria i Ali Sina